# Спогади без дати
«Спогади без дати» (інша назва: «Утікач») — радянський художній фільм 1990 року, знятий режисером Юхимом Грибовим на кіностудії «Ленфільм».

## Сюжет
За мотивами повісті М. Дубова «Утікач». Десь на узбережжі на віддалі від селища живе і працює бригада дорожніх робітників — кілька сімей. Важка і безглузда їхня праця — дорога, яку вони безперервно ремонтують, нікуди не веде і нікому не потрібна. Монотонність цього життя порушує пара, що оселилася поруч у наметі і подорожує на машині. Молодий архітектор Віктор і його супутниця Юлія — люди іншого соціального шару, іншої культури. Їхні стосунки, стиль життя приваблюють героя фільму — дванадцятирічного Юрку. Хлопчик зближується з приїжджими. Це призводить до серйозного конфлікту з батьками і змушує подумати про своє життя.

## У ролях
- Рома Владимиров — головна роль
- Григорій Гладій — Віталій Воронін
- Лариса Полякова — Юлія Іванівна
- Володимир Рожин — Олександр, тато
- Ера Зіганшина — мама
- Марія Барабанова — Максимівна
- Юрій Гамзін — Тимофій Костиря, дід
- Максим Нікітін — роль другого плану
- Євгенія Гладій — роль другого плану
- В. Щербатов — роль другого плану
- Н. Пекшева — роль другого плану
- Олена Кривда — роль другого плану
- В. Домогатський — роль другого плану
- Андрій Бубашкін — Семен
- І. Григор'єва — епізод
- Р. Гуревич — епізод
- В. Калязін — епізод
- Юлій Назаренко — епізод
- С. Сергєєв — епізод
- А. Трилевський — епізод
- Філіпп Школяр — епізод
- Т. Коломинський — епізод

## Знімальна група
- Режисер — Юхим Грибов
- Сценарист — Володимир Железніков
- Оператор — Валерій Миронов
- Художник — Михайло Суздалов